# 杭州国际博览中心
杭州国际博览中心位于杭州市萧山区杭州奥体博览城区块内，建筑面积85万平米（其中地下30.8万平米），地上五层、地下两层。设国际标准展位7500个，其中1000个为室外展位，有28个综合性会议室。含会展中心、上盖物业、屋顶花园、地下商业、地下车库及机房五大功能区。博览中心的钢结构总用量达14.5万吨，是北京鸟巢外部结构用钢量的3.5倍。它的土方开挖总量达到250万方，主体工程于2013年12月全部结顶。2015年7月竣工。
博览中心离地面44米高的屋顶花园面积达6万平米，是世界最大的屋顶花园。设置有11000平米的“城市客厅”，平时对市民开放。

## 主要活动

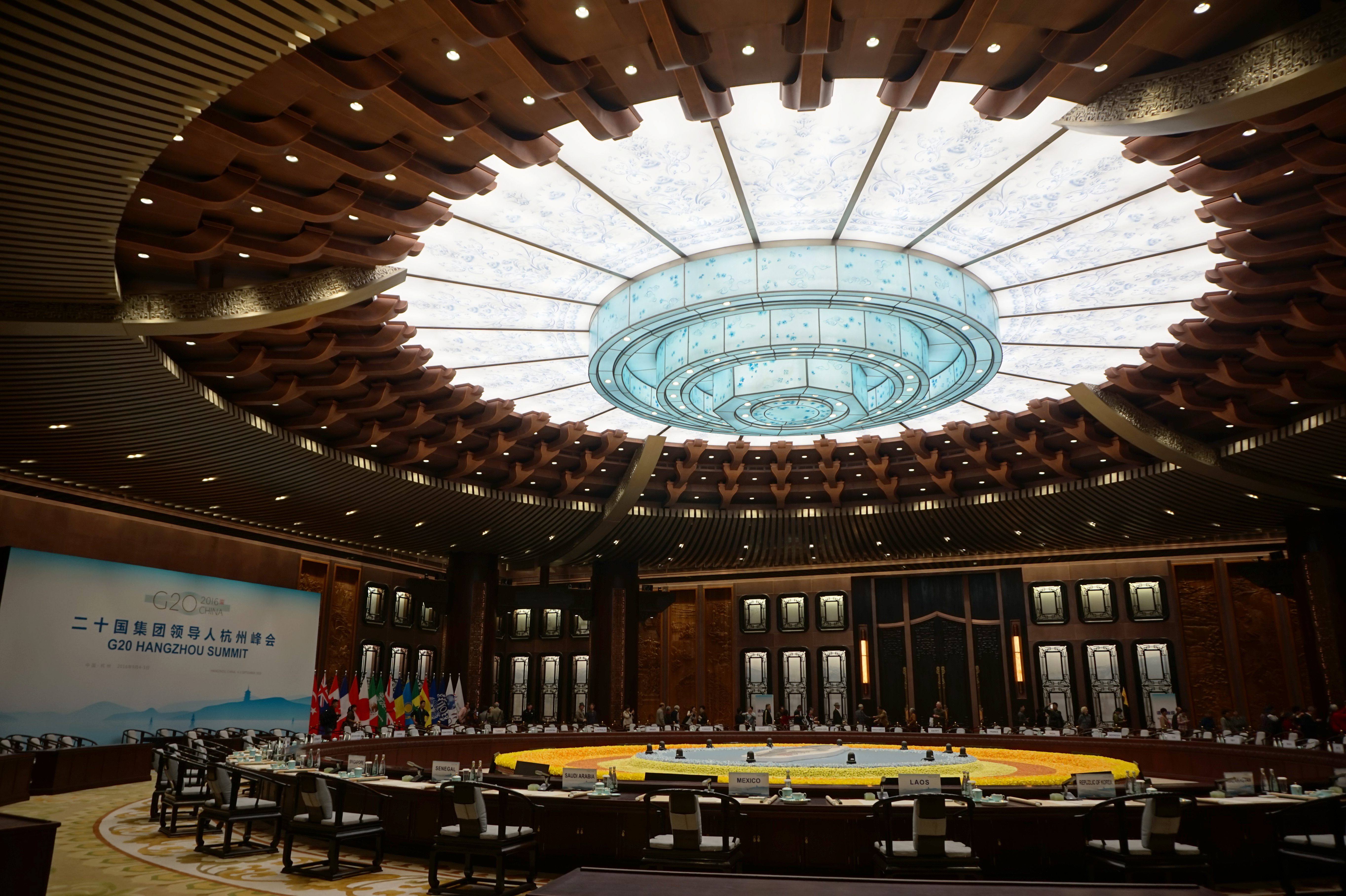
G20杭州峰会会议厅

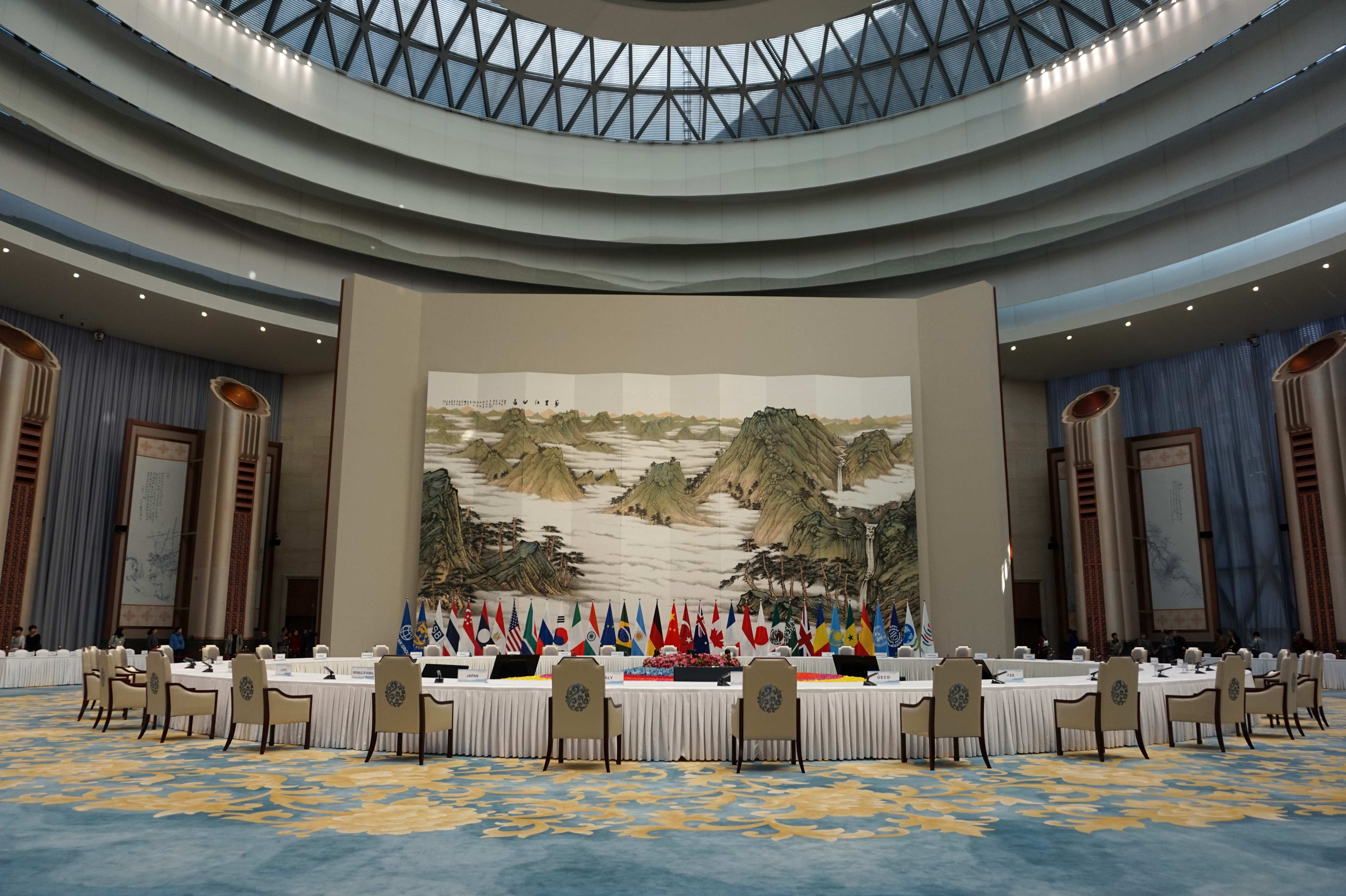
G20杭州峰会宴会厅

博览中心是2016年G20杭州峰会的主场馆。迎宾区位于二层，会议区位于四层。
G20杭州峰會結束後，作為峰會主會場的杭州國際博覽中心將原址原貌進行提升改造。改造後的體驗館於2016年9月25日開放參觀，包括迎賓區、會議區、午宴廳以及空中花園。
2016年，舉辦中国（杭州）国际电子商务博览会，“博鳌亚洲论坛”——2016全球电商领袖峰会、2016中国跨境电商杭州峰会、中德数字技术领袖峰会、中美电商杭州高峰论坛、中国快递业高峰论坛等活动在此举行。
由中国机械国际合作股份有限公司、浙江省汽车行业协会联合主办，浙江中汽会展有限公司承办的中国杭州国际汽车工业展览会（简称：中汽杭州车展，原名西博车展）创办于2000年，是以厂家参展为主的大型室内车展。一年举办两场，一场春季展，一场秋季展，自2017年起从杭州汽车城移址到杭州国际博览中心举办（2022年因疫情取消）。
2017年5月18日至21日，首届中国国际茶业博览会在博览中心举办，每年5月举行（2020年和2022年因新冠疫情没有举办）。
2018年，舉辦第二十屆中國科協年會，FIRST Robotics Competition（FRC）季後賽——中國機器人總決賽暨錢江國際機器人邀請賽。
2019年，舉辦阿里巴巴ONE商業大會，網易未來大會。
截止2023年3月底，博览中心共接待会议活动超过7400场，展览超过280场。

## 加入組織
- 2019年7月，成為ICCA（國際大會及會議協會）成員
- 2019年8月，成為國際協會聯盟（UIA）會員單位
- 2019年10月，加入IAEE（國際展覽與項目協會）
- 2019年11月，獲得UFI（全球展覽業協會）官方認證
- 2019年12月，加入AIPC（國際會議中心協會）

## 榮譽
- 第二十屆中國杭州西湖國際博覽會 優秀服務單位
- 蕭山區會展產業聯盟理事長單位
- 2016浙江省十大優秀會展企業
- 2017年度金五星優秀會展場館獎
- 中國展覽館協會理事單位
- 2017中國最佳服務會展中心
- 2017年度中國品牌會展產業集聚示範區——杭州蕭山錢江世紀城會展產業集聚區
- 中國最具影響力會展場館

## 酒店
由杭州奥体博览中心萧山场馆管理有限公司投资的杭州国际博览中心北辰大酒店于2017年开业，五星级，共19层，有200多个客房，包括20多个套房。